# Nicholas Meyer
Nicholas Meyer (nascut el 24 de desembre de 1945) és un guionista, director i autor nord-americà conegut per la seva novel·la més venuda The Seven-Per-Cent Solution, i per dirigir el pel·lícules Els passatgers del temps, dos dels llargmetratges de Star Trek, la pel·lícula de televisió de 1983 The Day After, i la pel·lícula original de HBO de 1999 Vendetta.
Meyer va ser nominat a un Oscar al millor guió adaptat per la pel·lícula The Seven-Per-Cent Solution (1976), on va adaptar la seva pròpia novel·la a un guió. També ha estat nominat per a un Premi Satellite, tres Premis Emmy, i ha guanyat quatre Premis Saturn. Va aparèixer com ell mateix durant la sèrie derivada de On Cinema del 2017 The Trial, durant la qual va parlar sobre Star Trek i San Francisco.

## Primers anys
Meyer va néixer a la ciutat de Nova York, en una família jueva. És fill de Bernard Constant Meyer (1910–1988), un psiquiatre i psicoanalista de Manhattan, i de la seva primera dona, la pianista concertista Elly (morta el 1960; de soltera Kassman). Té tres germanes. Meyer es va graduar a la Universitat d'Iowa amb una llicenciatura en teatre i realització de cinema, i també va escriure crítiques de pel·lícules per al diari del campus.

## Carrera

### Autor
Meyer va cridar l'atenció del públic per primera vegada per la seva novel·la més venuda de 1974 Sherlock Holmes The Seven-Per-Cent Solution, una història de Holmes enfrontant-se a la seva addicció a la cocaïna amb l'ajuda de Sigmund Freud.
Meyer va seguir amb quatre novel·les addicionals de Holmes: The West End Horror (1976), The Canary Trainer (1993), [[The Adventure of the Peculiar Protocols ] ]] (2019) i The Return of the Pharaoh (2021).
Meyer ha dit que The Adventures of the Peculiar Protocols va ser inspirada per Pogrom: Kishinev and the Tilt of History de Steven Zipperstein.

### Escriptor/Director
The Seven-Per-Cent Solution es va adaptar més tard com a 1976 pel·lícula del mateix nom, per a la qual Meyer va escriure el guió. La pel·lícula va ser dirigida per Herbert Ross i protagonitzada per Nicol Williamson, Robert Duvall, Alan Arkin i Laurence Olivier. Pel seu treball adaptant la novel·la, Meyer va ser nominat per a un Oscar al millor guió adaptat als Premis Oscar de 1976.
Intrigat per la primera part de la novel·la aleshores incompleta de l'amic de la universitat Karl Alexander Time After Time, Meyer va optar per el llibre i el va adaptar a un guió. Va consentir vendre el guió només si era contractat com a director. L'acord va ser optat per Warner Bros., i la pel·lícula es va convertir en el debut com a director de Meyer. Meyer va permetre lliurement a Alexander agafar prestat del guió. Aquest últim va publicar la seva novel·la aproximadament al mateix temps que es va estrenar la pel·lícula.
Els passatgers del temps (1979) fou protagonitzada per Malcolm McDowell, Mary Steenburgen i David Warner. Va ser un èxit de crítica i comercial.
A continuació, Meyer "va voler fer una pel·lícula de la novel·la de Robertson Davies, Fifth Business. I jo havia escrit el guió. I ningú estava interessat a fer això". A instàncies de l'aleshores executiva de Paramount Karen Moore, va ser contractat per dirigir Star Trek II: La còlera del Khan.
Més tard, Meyer va dirigir la pel·lícula de televisió de 1983 The Day After, protagonitzada per Jason Robards, JoBeth Williams, John Cullum, Bibi Besch, John Lithgow i Steve Guttenberg, que descriuen les ramificacions d'un atac nuclear als Estats Units. Meyer havia decidit inicialment no fer cap treball per televisió, però va canviar d'opinió en llegir el guió d'Edward Hume. Pel seu treball a The Day After, Meyer va ser nominat a un Premi Emmy al millor director. Després, també va dirigir "The Pied Piper of Hamelin", un episodi de 1985 de la sèrie de televisió Shelley Duvall's Faerie Tale Theatre.
Va reprendre la direcció de pel·lícules teatrals amb la comèdia de 1985 Voluntaris, protagonitzada per Tom Hanks i John Candy. Després va tornar a Star Trek, coescrivint el guió de Star Trek 4: Missió salvar la Terra (1986) amb el productor Harve Bennett.
El 1986 Meyer va ajudar a James Dearden a escriure el guió d’Atracció fatal, basat en un curtmetratge de Dearden fet el 1980 anomenat Diversion. Al llibre de Meyer The View from the Bridge: Memories of Star Trek and a Life' a Hollywood, explica que a finals de 1986 el productor Stanley R. Jaffe li va demanar que mirés el guió desenvolupat per Dearden, i va escriure una nota de quatre pàgines fent suggeriments per al guió, inclòs un nou final per a la pel·lícula. Unes setmanes més tard es va reunir amb el director Adrian Lyne i li va donar alguns suggeriments addicionals.
El següent treball de direcció de Meyer va ser el drama de 1988 Misteri a l'Índia produït per Merchant Ivory, amb Pierce Brosnan com a oficial britànic William Savage. Més tard, Meyer va escriure i dirigir la comèdia d'espies de 1991 Espies sense fronteres, protagonitzada per Gene Hackman i Mikhail Baryshnikov com a agents secrets estatunidencs i russos envellits. El 1991, Meyer va tornar una vegada més al món de Star Trek, coescrivint i dirigint Star Trek VI: The Undiscovered Country, que es va convertir en un cant del cigne per al repartiment original. Meyer va realitzar reescriptures no acreditades en un primer esborrany del guió de la pel·lícula de James Bond de 1997 El demà no mor mai.
Meyer va adaptar la novel·la de Philip Roth La taca humana a la pel·lícula de 2003 del mateix nom. El 2006, es va fer equip amb Martin Scorsese per escriure el guió de l'adaptació de Scorsese de la biografia guanyadora del Premi Pulitzer d’Edmund Morris de Theodore Roosevelt, The Rise of Theodore Roosevelt. a història recorre els primers anys de la vida de Roosevelt.
La minisèrie d'esdeveniments de quatre hores de durada, Houdini, protagonitzada per Adrien Brody, es va emetre durant el Dia del Treball a History Channel el 2014. El guió de Meyer va ser nominat a un premi WGA i la sèrie va ser nominada a set Emmys.
El 2016, va co-crear la sèrie italo-britànica Els Mèdici: senyors de Florència amb Frank Spotnitz per al canal de televisió italià Rai 1, i va escriure els dos primers episodis de primera temporada.

### Star Trek
Meyer, juntament amb l'escriptor i productor Harve Bennett, és una de les dues persones a les quals se'ls atribueix la revitalització i potser salvar la franquícia Star Trek després que els problemes de la primera pel·lícula, Star Trek: La pel·lícula, gairebé va fer que Paramount Pictures acabés la sèrie. Paramount havia estat descontent amb la direcció creativa de la primera pel·lícula, així com amb els sobrecosts i els problemes de producció. No obstant això, la pel·lícula també va ser un gran èxit financer, i volien una seqüela. Bennett, un productor de televisió fiable, va ser contractat per ajudar.
Presentat a Bennett per l'executiva de Paramount, Karen Moore, Meyer va ser contractat com a director potencial de Star Trek II: La còlera del Khan tot i no haver vist mai la primera pel·lícula.:96 Degut als problemes amb els primers esborranys del guió, que no van agradar a la majoria dels lectors, Meyer es va involucrar ràpidament en la reescriptura del guió de la pel·lícula. Després de reunir-se amb Bennett i altres membres del repartiment i de la tripulació pel que fa al guió, Meyer va impressionar els actors i productors de Star Trek en lliurar un esborrany de guió superior en només dotze dies. L'esborrany es va haver de completar tan ràpidament que Meyer va acceptar renunciar a negociar un contracte o crèdit per a la seva escriptura per començar a treballar en el guió immediatament. Com a resultat, no està acreditat com a escriptor de la pel·lícula final.
Meyer va fer alteracions estilístiques en la seva direcció, com ara afegir més aspecte naval a la producció. Meyer i Bennett van crear una pel·lícula atractiva alhora que reduïen costos i evitaven els fiascos de producció de la primera pel·lícula Star Trek. La còlera de Khan es va convertir en un èxit financer, amb una recaptació de 78 milions de dòlars al mercat nacional, i és considerada per molts com la millor pel·lícula de Star Trek fins ara.
Tot i que "es va negar a especialitzar-se" i va prometre no treballar en un altre projecte Star Trek, Meyer va coescriure el guió de la quarta pel·lícula Star Trek, Star Trek 4: Missió salvar la Terra amb Bennett. Per a aquesta pel·lícula, Bennett va escriure el primer i el tercer actes, que es produeixen al segle 23, i Meyer va escriure el segon acte, que té lloc el 1986 a San Francisco. Meyer ha dit que un dels aspectes més divertits de treballar en aquesta pel·lícula va ser tenir l'oportunitat de reutilitzar elements que s'havia vist obligat a descartar de la seva pel·lícula anterior, Els passatgers del temps. Star Trek IV va demostrar ser un èxit financer, destacat per tenir èxit entre els espectadors generals, així com devots de la ciència-ficció i de Star Trek.
Meyer va tornar a treballar per a la franquícia Star Trek per a la sisena pel·lícula de la sèrie, Star Trek VI: The Undiscovered Country (1991). Va desenvolupar la història amb Leonard Nimoy i va coescriure el guió amb l'amic i ajudant de molt de temps Denny Flinn. Va dirigir la pel·lícula, que va ser l'última pel·lícula que va comptar amb tot el clàssic de Star Trek. Igual que els seus predecessors, aquesta pel·lícula va tenir un èxit financer i va recaptar 74 milions de dòlars al mercat nacional. Molts dels documents personals de Meyer de la seva participació amb Star Trek  es troben a les biblioteques de la Universitat d'Iowa.
El febrer de 2016 es va anunciar que Meyer tornaria a Star Trek unint-se a l'equip de redacció de la nova sèrie de televisió de CBS Star Trek: Discovery.El novembre de 2018, Meyer va anunciar en una entrevista en línia que no va ser convidat de nou per la segona temporada de Discovery. També va revelar que no podia identificar les seves contribucions precises, ja que la televisió és un mitjà col·laboratiu.
El 2020, Meyer va escriure una proposta detallada amb el seu parell productor Steven-Charles Jaffe per a un nou projecte Star Trek, que inclou un tractament i il·lustracions. Meyer va dir que el projecte no estava connectat amb cap de les pel·lícules anteriors de la franquícia i es va situar en un buit de la línia de temps de Star Trek on es podia explicar una història original amb nous personatges. Va descriure el projecte com un llargmetratge, però va dir que també podria ser una sèrie de televisió o una combinació de televisió i cinema. Meyer i Jaffe van presentar aquesta proposta al productor de televisió Star Trek Alex Kurtzman, Abrams i Watts, però el març de 2021 no havien rebut res de Paramount.En aquell moment, Paramount va contractar l'escriptora de Star Trek: Discovery Kalinda Vazquez per escriure el guió d'una nova pel·lícula de Star Trek, basada en la seva pròpia idea original, amb la producció de Bad Robot d'Abrams.

## Vida personal
La filla de Meyer, la guionista Dylan Meyer, és la promesa de l'actriu i cineasta Kristen Stewart.

## Filmografia

### Cinema
| Any  | Títol                                  | Director | Guionista       | Notes |
| ---- | -------------------------------------- | -------- | --------------- | --- |
| 1973 | Invasion of the Bee Girls              | No       | Sí              | |
| 1976 | The Seven-Per-Cent Solution            | No       | Sí              | Nominat—Oscar al millor guió adaptat Nominat—Premi WGA al millor drama adaptat d'un altre mitjà |
| 1979 | Els passatgers del temps               | Sí       | Sí              | Premi Antenne II del Festival de cinema fantàstic d'Avoriaz Gran premi del Festival de cinema fantàstic d'Avoriaz Premi Saturn al millor guió Nominada—Premi Edgar Allan Poe al millor guió cinematogràfic Nominada—Premi Hugo a la millor presentació dramàtica Nominada—Premi Saturn a la millor direcció Nominada—Premi Saturn a la millor pel·lícula de ciència-ficció |
| 1982 | Star Trek II: La còlera del Khan       | Sí       | No acreditat    | [[[Premi Saturn a la millor direcció]] Nominada—Premi Hugo a la millor presentació dramàtica Nominada—Premi Saturn a la millor pel·lícula de ciència-ficció |
| 1985 | Voluntaris                             | Sí       | No              | |
| 1986 | Star Trek 4: Missió salvar la Terra    | No       | Sí              | Nominat—Premi Saturn al millor guió |
| 1987 | Atracció fatal                         | No       | sense acreditar | |
| 1988 | Misteri a l'Índia                      | Sí       | No              | |
| 1991 | Espies sense fronteres                 | Sí       | Sí              | |
| 1991 | Star Trek VI: The Undiscovered Country | Sí       | Sí              | Premi Saturn a la millor pel·lícula de ciència-ficció Nominada—Premi Hugo a la millor presentació dramàtica Nominada—Premi Saturn a la millor guió |
| 1993 | Sommersby                              | No       | Sí              | Premi Spur al millor guió cinematogràfic |
| 1995 | Voices                                 | No       | Sí              | |
| 1997 | El demà no mor mai                     | No       | sense acreditar | |
| 1998 | The Prince of Egypt                    | No       | Sí              | Material addicional del guió |
| 2003 | La taca humana                         | No       | Sí              | |
| 2008 | Elegy                                  | No       | Sí              | Nominat—Premi Satellite al millor guió adaptat |
| 2009 | The Hessen Affair                      | No       | Sí              | |

Com a coproductor
- Danys col·laterals (2002)

### Televisió

#### Telefilms
| Any  | Títol                               | Director | Guionista | Productor executiu | Notes |
| ---- | ----------------------------------- | -------- | --------- | ------------------ | --- |
| 1974 | Judge Dee and the Monastery Murders | No       | Sí        | No                 | Nominada—Premi Edgar a la millor pel·lícula o minisèrie de televisió                                                                     |
| 1975 | The Night That Panicked America     | No       | Sí        | No                 | Nominada—Premi Primetime Emmy per a la millor escriptura                                                                                 |
| 1983 | The Day After                       | Sí       | No        | No                 | Golden Screen Award Nominada—Premi Primetime Emmy a la millor direcció Nominada—Premi Primetime Emmy al millor especial dramàtic/comèdia |
| 1997 | The Informant                       | No       | Sí        | Sí                 | Premis literaris PEN Center USA West a la millor pel·lícula                                                                              |
| 1999 | Vendetta                            | Sí       | No        | No                 | |
| 2002 | Fall from the Sky                   | No       | Sí        | No                 | |
| 2006 | Orpheus                             | No       | Sí        | Sí                 | |

#### Sèries de televisió
| Any  | Títol                            | Director | Guionista | Productorr | Notes                                                            |
| ---- | -------------------------------- | -------- | --------- | ---------- | ---------------------------------------------------------------- |
| 1985 | Faerie Tale Theatre              | Sí       | Sí        | No         | Episodi "The Pied Piper of Hamelin"                              |
| 1997 | The Odyssey                      | No       | No        | Executive  | Minisèrie Nominada—Premi Primetime Emmy a la Minisèrie destacada |
| 2014 | Houdini                          | No       | Sí        | No         | Minisèrie                                                        |
| 2016 | Els Mèdici: senyors de Florència | No       | Sí        | No         | 1 Episodi També co-creador                                       |
| 2017 | Star Trek: Discovery             | No       | Sí        | Consultor  | 1 Episodi                                                        |
| 2017 | On Cinema at the Cinema          | No       | No        | No         | Com ell mateix                                                   |

## Premis i nominacions
| Premi            | Any  | Projectw                               | Categoria                                                                    | Resultat  |
| ---------------- | ---- | -------------------------------------- | ---------------------------------------------------------------------------- | --------- |
| Premis Oscar     | 1976 | The Seven-Per-Cent Solution            | Millor guió adaptat                                                          | Nominat   |
| Premis Emmy      | 1975 | The Night That Panicked America        | Guió destacat d'una minisèrie, pel·lícula o un especial dramàtic             | Nominat   |
| Premis Emmy      | 1983 | The Day After                          | Guió destacat d'una minisèrie, pel·lícula o un especial dramàtic             | Nominat   |
| Premis Emmy      | 1983 | The Day After                          | Primetime Emmy Award a la millor direcció d'una sèrie limitada o un especial | Nominat   |
| Premis Emmy      | 1997 | The Odyssey                            | Premi Primetime Emmy a la minisèrie excepcional                              | Nominat   |
| Premis Satellite | 2008 | Elegy                                  | Millor guió adaptat                                                          | Nominat   |
| Premis Saturn    | 1979 | Els passatgers del temps               | Millor pel·lícula de ciència-ficció                                          | Nominat   |
| Premis Saturn    | 1979 | Els passatgers del temps               | Millor director                                                              | Nominat   |
| Premis Saturn    | 1979 | Els passatgers del temps               | Millor guió                                                                  | Guanyador |
| Premis Saturn    | 1982 | Star Trek II: La còlera del Khan       | Millor director                                                              | Guanyador |
| Premis Saturn    | 1982 | Star Trek II: La còlera del Khan       | Millor pel·lícula de ciència-ficció                                          | Nominat   |
| Premis Saturn    | 1984 |                                        | The George Pal Memorial Award                                                | Guanyador |
| Premis Saturn    | 1986 | Star Trek 4: Missió salvar la Terra    | Millor guió                                                                  | Nominat   |
| Premis Saturn    | 1991 | Star Trek VI: The Undiscovered Country | Millor pel·lícula de ciència-ficció                                          | Guanyador |
| Premis Saturn    | 1991 | Star Trek VI: The Undiscovered Country | Millor guió                                                                  | Nominat   |
| Premis Spur      | 1993 | Sommersby                              | Millor guió dramàtic                                                         | Guanyador |